# Nora Subschinski
Nora Subschinski (Berlim, 5 de junho de 1988) é uma saltadora alemã, especialista no trampolim.

## Carreira

### Rio 2016
Nora Subschinski representou seu país nos Jogos Olímpicos de Verão de 2016, na qual ficou em 7º no trampolim sincronizada com Tina Punzel. 
Nora no trampolim individual ficou em 9º lugar nas finais.